# Dima (ort)
Dima är en ort i Komorerna.   Den ligger i distriktet Grande Comore, i den västra delen av landet, 27 km sydost om huvudstaden Moroni. Dima ligger 128 meter över havet och antalet invånare är 698. Den ligger på ön Grande Comore.
Terrängen runt Dima är varierad. Havet är nära Dima åt sydväst.  Närmaste större samhälle är Dembéni, 2,0 km nordväst om Dima. 